# Kypello Ellados 1985-1986
La Coppa di Grecia 1985-1986 è stata la 44ª edizione del torneo. La competizione è terminata il 12 maggio 1986. Il Panathīnaïkos ha vinto il trofeo per la nona volta, battendo in finale l'Olympiacos.

## Primo turno
| Squadra 1                | Risultato         | Squadra 2             |
| ------------------------ | ----------------- | --------------------- |
| Lamia                    | 1 – 0             | Apollōn Kalamarias    |
| Kastoria                 | 3 – 0             | Ionikos               |
| Odysseas Kordelio        | 0 – 1             | Kavala                |
| Proodeftikī              | 0 – 2             | Athīnaïkos            |
| Anagennīsī Giannitsa     | 1 – 1 (5 – 6 dtr) | PAOK                  |
| Eordaikos                | 2 – 0             | Polykastro            |
| GAS Veria                | 4 – 1             | Skoda Xanthi          |
| Rodos                    | 0 – 1             | Irodotos              |
| Almopos Arideas          | 4 – 2 (dts)       | Kilkisiakos           |
| Panīleiakos              | 2 – 0             | Vyzas                 |
| Pannafpliakos            | 1 – 1 (4 – 5 dtr) | Thiva                 |
| OFI Creta                | 1 – 0             | Charafgiakos Iliopoli |
| Eolikos Mytilenes        | 2 – 1 (dts)       | Panaitōlikos          |
| Olympiacos               | 3 – 1             | Pierikos              |
| Chalkis                  | 6 – 1             | Neapoli Pireo         |
| Atromītos                | 3 – 0             | Achille Farsala       |
| Anagennīsī Karditsa      | 1 – 0             | PAS Giannina          |
| Panthrakikos             | 1 – 0             | Agrotikos Asteras     |
| Ethnikos Alexandroupolis | 3 – 1             | Acharnaïkos           |
| Kerkyra                  | 1 – 2             | Doxa Dramas           |
| Ethnikos Asteras         | 1 – 4             | Īraklīs               |
| Thriamvos                | 1 – 2             | Olympiakos Volos      |
| Ergotelīs                | 4 – 1             | Nikī Volo             |
| Fostiras                 | 1 – 2             | Trikala               |
| Levadeiakos              | 2 – 3 (dts)       | Panachaïkī            |
| Makedonikos              | 2 – 1             | Alexandria            |
| Iraklis Kavala           | 1 – 0             | Panarkadikos          |
| Agrinio                  | 1 – 3 (dts)       | Apollōn Smyrnīs       |
| Edessaïkos               | 2 – 0             | Kalamata              |
| Langada                  | 0 – 2             | Arīs Salonicco        |
| Korinthos                | 0 – 2             | Ethnikos Pireo        |
| Panserraïkos             | 1 – 0             | Larissa               |
| Kallithea                | 4 – 1             | Kozani                |
| Naoussa                  | 2 – 1             | Paniōnios             |
| Anagennisi Arta          | 2 – 4             | Egaleo                |
| Diagoras                 | 4 – 1             | Panelefsiniakos       |
| Panathīnaïkos            | 5 – 0             | Poseidon Michaniona   |
| AEK Atene                | 10 – 0            | Īlioupolī             |

## Turno addizionale
| Squadra 1   | Risultato         | Squadra 2    |
| ----------- | ----------------- | ------------ |
| GAS Veria   | 1 – 2 (dts)       | Doxa Dramas  |
| OFI Creta   | 3 – 0             | Edessaïkos   |
| Kastoria    | 3 – 0             | Naoussa      |
| Olympiacos  | 0 – 0 (4 – 3 dtr) | PAOK         |
| Trikala     | 4 – 0             | Atromītos    |
| Makedonikos | 3 – 1             | Panthrakikos |

## Sedicesimi di finale
| Squadra 1         | Totale      | Squadra 2                | Andata | Ritorno           |
| ----------------- | ----------- | ------------------------ | ------ | ----------------- |
| Panachaïkī        | 4 - 1       | Diagoras                 | 2 – 1  | 2 - 0             |
| Trikala           | 1 - 2       | Olympiakos Volos         | 0 – 2  | 1 - 0             |
| Irodotos          | 2 - 4       | Anagennīsī Karditsa      | 1 – 3  | 1 - 1             |
| AEK Atene         | 2 - 1       | Kallithea                | 1 – 1  | 1 - 0             |
| Makedonikos       | 2 - 4       | Panathīnaïkos            | 0 – 2  | 2 - 2             |
| Īraklīs           | 8 - 0       | Thiva                    | 7 – 0  | 1 - 0             |
| Apollōn Smyrnīs   | 3 - 2       | Athīnaïkos               | 1 – 1  | 2 - 1             |
| OFI Creta         | 3 - 1       | Doxa Dramas              | 2 – 0  | 1 - 1             |
| Arīs Salonicco    | 1 - 1 (gfc) | Kastoria                 | 0 – 0  | 1 - 1             |
| Egaleo            | 0 - 1       | Kavala                   | 0 – 0  | 0 - 1             |
| Eolikos Mytilenes | 6 - 1       | Panīleiakos              | 3 – 0  | 3 - 1             |
| Almopos Aridea    | 0 - 6       | Ethnikos Pireo           | 0 – 3  | 0 - 3             |
| Eordaikos         | 2 - 1       | Ethnikos Alexandroupolis | 0 – 0  | 2 - 1             |
| Chalkis           | 1 - 1       | Iraklis Kavala           | 1 – 0  | 0 - 1 (3 – 0 dtr) |
| Olympiacos        | 3 - 1       | Lamia                    | 2 – 1  | 1 - 0             |
| Ergotelīs         | 1 - 0       | Panserraïkos             | 1 – 0  | 0 - 0             |

## Ottavi di finale
| Squadra 1           | Totale      | Squadra 2         | Andata | Ritorno |
| ------------------- | ----------- | ----------------- | ------ | ------- |
| Arīs Salonicco      | 6 - 1       | Eordaikos         | 5 – 1  | 1 - 0   |
| Ethnikos Pireo      | 2 - 2 (gfc) | Apollōn Smyrnīs   | 1 – 0  | 1 - 2   |
| Anagennīsī Karditsa | 4 - 6       | OFI Creta         | 1 – 1  | 3 - 5   |
| Olympiakos Volos    | 1 - 2       | Ergotelīs         | 1 – 0  | 0 - 2   |
| Olympiacos          | 3 - 2       | Īraklīs           | 3 – 1  | 0 - 1   |
| Panathīnaïkos       | 6 - 0       | Eolikos Mytilenes | 5 – 0  | 1 - 0   |
| Panachaïkī          | 4 - 2       | Kavala            | 4 – 1  | 0 - 1   |
| Chalkis             | 1 - 4       | AEK Atene         | 1 – 2  | 0 - 2   |

## Quarti di finale
| Squadra 1  | Totale | Squadra 2      | Andata | Ritorno |
| ---------- | ------ | -------------- | ------ | ------- |
| AEK Atene  | 3 - 1  | Panachaïkī     | 3 – 0  | 0 - 1   |
| OFI Creta  | 3 - 5  | Arīs Salonicco | 1 – 1  | 2 - 4   |
| Ergotelīs  | 3 - 10 | Panathīnaïkos  | 2 – 3  | 1 - 7   |
| Olympiacos | 4 - 1  | Ethnikos Pireo | 3 – 1  | 1 - 0   |

## Semifinali
| Squadra 1      | Totale | Squadra 2     | Andata | Ritorno |
| -------------- | ------ | ------------- | ------ | ------- |
| Arīs Salonicco | 2 - 3  | Olympiacos    | 1 – 1  | 1 - 2   |
| AEK Atene      | 3 - 4  | Panathīnaïkos | 2 – 2  | 1 - 2   |

## Finale
| Arbitro: | Kostas Dimitriadis (Il Pireo) |

|                                                        |           |  |
| Vlachos 24’ Dimopoulos 52’ Saravakos 57’ Saravakos 72’ | Marcatori |  |